# 사카도역 (사이타마현)
사카도역(일본어: 坂戸駅)은 일본 사이타마현 사카도시에 있는 철도역이다.

## 역 구조
섬식 승강장 2면 4선의 지상역이고 교상역사를 가진다. 승강장은 1면을 도조 본선이 사용하고, 다른 1면을 오고세 선이 사용하고 있다. 도조 본선 및 오고세 선의 환승은 역사 병설 과선교와 와카바 방면의 과선교를 경유한다.
에스컬레이터, 엘리베이터, 정기 매표소를 설치하였다.
화물 영업을 실시하고 있었을 때, 지치부 철도 또는 지치부 광업선 등 당역에서 되돌아와서 일본 시멘트 전용선으로 향하는 열차, 또는 일본 시멘트 사이타마 공장에서 시모이타바시의 시멘트 포장실로 향하던 열차 등이 오가며 그 분기점의 역에서 4선의 본선 외에 4선의 화물 열차 전용선을 가지고 있었다. 구내 와카바 역 근처에 사카도 기관구가 놓여 전기 기관차의 기지였다. 폐지 후에는 보선 기지가 되는 당시의 검수고 측면의 "도부 철도 사카도 기관구"의 문자를 지우고는 있지만, 그 상태로 남아 있으며, 기지에 깔렸던 선로 중 1선은 오고세 선 전철의 유치 기호로 사용되고 있다. 4선의 화물 전용선 중 2선은 이미 철거되고(현재의 3번선의 남쪽에 있던 화물 전용선 흔적은 3번선 승강장 확장 전용), 4번선 승강장 북쪽에 2선의 레일이 일부 남아 있다. 현재 이 2선은 보선 차량 유치선으로서 활용된다. 때때로 보선 차량이 놓여 있는 것을 볼 수 있다.
오랫동안 역을 남북으로 연결하는 자유 통로가 없었기 때문에 공공 도로 반대쪽으로 이동해야 하는 시민의 불만이 많았다. 사카도 시에서는 당역 남북 자유통로로 교상역사화의 아이디어를 모집하는 도부 철도를 압박했다. 결국, 2007년 12월에 새 역사를 건설하기로 결정하여 2008년 3월에 착공하였다. 2009년 3월 20일부터 오고세 방면에 가설된 연결통로를 공용 개시하는 동시에 기존 과선교의 이케부쿠로 방면 계단을 폐쇄했다. 그 후 동년 11월 17일부터 새 역사 중 중앙 계단과 에스컬레이터, 엘리베이터 부분의 공용을 개시했다. 2010년 10월 24일부터 개찰구와 사무실이 교상역사화되어 남북 통로의 통행이 가능했다. 그리고 2011년 9월 30일에 공사는 완료되어 그 다음 날 완성 기념식이 거행되었다.
2011년 4월 21일부터 3,4번선에서 발차 멜로디의 사용을 시작했다.

### 승강장
| 1・2 | ■ 오고세 선        | 오고세 방면 |
| 3    | ■ 도조 본선 (하행) | 신린코엔・오가와마치・요리이 방면                                                                                                 |
| 4    | ■ 도조 본선 (상행) | 가와고에・시키・와코시・이케부쿠로 방면 ○ 지하철 유라쿠초 선 나가타초・신키바 방면 ○ 지하철 후쿠토신 선 신주쿠 3초메・시부야 방면 |

- 역 구내에는 위와 같이 안내되고 있지만, 3번 선에서 요리이 역까지 직통하는 열차는 설정되지 않고, 도부 다케자와 역으로의 요리이 방면은 오가와마치 역에서 환승이 된다.
- 화물 열차 전용선이 있었을 당시에는 가장 남쪽 출구 근처의 선이 1번 선, 오고세 선과 도조 본선 하행 승강장 사이에 있던 선이 4번 선으로, 그 현재 1번 선이 2번 선, 2번 선이 3번 선, 3선이 5번 선, 4번 선이 6번 선이었다.

## 이용 상황
- 2010년도 하루 평균 승하차 인원은 26,775명이다.

## 역 주변

### 북구
- 사카도나카마치 우체국
- 사카도 우체국
- 사카도 시청
- 사카도 시립 중앙공민관
- 사카도 시립 사카도 중앙도서관
- 에데나 사카도
- 야마무라 국제고등학교

### 남구
- 사카도 중앙병원
- 니시이리 경찰서
- 사카도 역전 우체국
- 간에쓰 고속도로 쓰루가시마IC

## 역사
- 1916년 10월 27일: 사카도마치역으로 영업 개시.
- 1932년 2월 17일: 오고세 철도 (현, 오고세 선) 개업, 개업 당초에는 화물 영업만 했다.
- 1934년 12월 16일: 오고세 철도 여객 영업 개시.
- 1976년 9월 1일: 사카도 마을의 시제 제도 시행에 따라, 사카도역으로 개명.
- 1986년 11월 1일: 사카도 기관구 폐지.
- 2008년 3월: 역사 개량공사 착공.
- 2011년 4월: 역사 개량공사 완성.

## 같이 보기
- 사카도역 (후쿠오카현)

| 도부 철도 ■ 도조 본선            | 도부 철도 ■ 도조 본선            | 도부 철도 ■ 도조 본선            |
| -------------------------------- | -------------------------------- | -------------------------------- |
| TJ-22 가와고에시 이케부쿠로 방면 | ■ TJ라이너 ■ 쾌속 급행           | 히가시마쓰야마 TJ-29 요리이 방면 |
| TJ-25 와카바 이케부쿠로 방면     | ■ 쾌속                           | 히가시마쓰야마 TJ-29 요리이 방면 |
| TJ-25 와카바 이케부쿠로 방면     | ■ 급행 ■ 통근 급행 ■ 준급 ■ 보통 | 기타사카도 TJ-27 요리이 방면     |
| 도부 철도 ■ 오고세 선            |                                  |                                  |
| 시·종착역                        |                                  | 잇폰마쓰 TJ-41 오고세 방면       |